# 蔡秀敏
蔡秀敏（？—），台灣兒童繪本圖畫作家、兒童繪本文字作家、藥劑師和大學講師，著有《沒關係》、《12個插畫家的台灣風情地圖》、《感冒救援部隊》等繪本。

## 經歷
- 2017年雲林故事館講師[1]
- 國立臺灣圖書館2017年《臺灣原創繪本作家帶你玩東玩西》繪本遊戲創作坊講師[2]
- 台北市婦女中心手繪書、親子故事屋、手工布盒專任講師
- 法鼓山社會大學故事手繪書講師
- 中央研究院繪本欣賞暨手繪書社團講師
- 台北市衛生局內湖社區健康生活方案講師
- 板橋社區大學公共衛生用藥安全課講師
- 台灣幸福教育協會種子講師
- 台北市藥師公會校園防毒宣導方案講師

## 作品
- 2015 《誰的野餐日》，出版社：國父紀念館繪本創作班，作者：劉旭恭、蔡秀敏等33位作者。
- 2015《大樹是寶》（ISBN 9789860466683），小魯文化，何華仁主編，蔡秀敏版畫第26和第27頁。
- 2015《沒關係》（ISBN 9789570845945）文/圖：蔡秀敏<
- 2016《12個插畫家的台灣風情地圖》（ISBN 9789570848311）
- 2018《感冒救援部隊》<[3]作者：蔡秀敏、繪者：施佳伶

## 得獎
- 羅慧夫顱顏基金會第四屆、第五屆兒童文學獎金獎指導老師[1]
- 2010第三屆世紀國際美展特優獎
- 信誼基金會第十五屆兒童文學獎[4]。

## 受訪
- 2017年1月，淡江大學碩士生楊道揆訪問王金選、方素珍、李如青、胡其瑞、林秀穗、廖健宏、陳素燕、黃麟傑和蔡秀敏等一共九位現任臺灣繪本作家，寫成畢業論文。[5]。